# رابرت هری برترام آرکرایت
رابرت هری برترام آرکرایت (انگلیسی: Robert Arkwright؛ ۳۰ ژوئیه ۱۹۰۳ – ۱۴ نوامبر ۱۹۷۱) فرد نظامی اهل بریتانیا بود. وی همچنین برندهٔ جوایزی همچون نشان حمام شده‌است.